# ملك بروسيا (بنسلفانيا)
ملك بروسيا (بالإنجليزية: King of Prussia)‏ هو مكان مخصص للتعداد السكاني في بلدة ميريون العليا في مقاطعة مونتغمري، بنسلفانيا، الولايات المتحدة.